# Систем виртуелног извршавања
Систем виртуелног извршавања (енгл. Virtual Execution System) обезбеђује окружење за извршавање контролисаног кода. Он обезбеђује директну подршку за скуп уграђених типова података, руковање изузецима и много других операција. У великој мери, сврха система виртуелног извршавања је да пружи подршку потребну за извршење CIL скупа инструкција.